# Korpus (zespół muzyczny)
Korpus – polski zespół heavymetalowy, powstały w maju 1981 roku w Warszawie i działający do 1990. Reaktywowany w 2013 roku.

## Historia
Formacja powstała z inicjatywy perkusisty Pawła Słabiaka. We wrześniu 1981 roku do grupy dołączył wokalista Janusz Stasiak i gitarzysta Przemysław Gnatowski. Pierwszy skład zespołu uzupełniali: Roman Iwanowicz (gitara) i Dariusz Olszewski (gitara basowa). Korpus zadebiutował 28 listopada 1981 roku, podczas X Mokotowskiej Jesieni Muzycznej, zajmując III miejsce. W styczniu 1982 roku miejsca Iwanowicza i Olszewskiego zajęli odpowiednio Paweł Koziej i Cezary Łostowski.
Po pewnym czasie założyciel Korpusu został zastąpiony przez perkusistę Nazima Alijeva, co rozpoczęło nieustającą serię przetasowań personalnych w jego długoletniej historii. Zespół podpisał kontrakt z Rock Estradą i rozpoczął występy na dużych polskich festiwalach, a były to takie imprezy, jak m.in.: Rock-Blok, Open Rock w Krakowie czy Rock Giełda, gdzie zajął I miejsce. W 1982 roku grupa zdobyła I nagrodę na Festiwalu Młodych w Gdańsku i w wyniku współpracy z Rock Estradą, wystąpiła razem z Oddziałem Zamkniętym na warszawskim Torwarze. Pod koniec tego samego roku z zespołu odchodzi Przemysław Gnatowski, którego zastępuje Marek Balaszczuk.
Rok 1983 to liczne trasy koncertowe Korpusu na terenie całego kraju oraz udział w wielu festiwalach, takich jak m.in.: Rock na Wyspie, Rock Arena, Rock Galicja, Rock Skra oraz bardzo udany występ na Festiwalu w Jarocinie '83, gdzie zajął I miejsce w swojej kategorii muzycznej (konkurs). W grudniu tego samego roku zespół zawiesza działalność na pół roku. Reaktywacja miała miejsce w maju 1984 roku w składzie ze Stasiakiem, Łostowskim, Gnatowskim oraz z nowym gitarzystą Grzegorzem Szepietowskim i nowym perkusistą Dariuszem Zdziebłowskim.
Szepietowski zdążył zagrać z zespołem jedynie dwa koncerty, a na jego miejsce szybko dokooptowano Wiktora Pietrzykowskiego. Nastąpiła także zmiana sekcji rytmicznej, gdyż do grupy powrócił Alijev, a nowym basistą został Sławmoir Bourc.
Okres dalszego rozwoju kariery zespołu przypada na lata 1984–1986, kiedy to Korpus dokonuje pierwszych nagrań studyjnych. Ówczesny skład grupy tworzyli: Janusz Stasiak (śpiew), Przemysław Gnatowski (gitara), Wiktor Pietrzykowski (gitara), Sławomir Boruc (gitara basowa) i Nazim Alijev (perkusja). Zespół nagrał wówczas utwory As i Królowa Balu, które były emitowane na antenie Programu II PR. Zaś do piosenki Królowa Balu nakręcono teledysk, który pojawiał się w Telewizyjnej Liście Przebojów, co przyczyniło się do wzrostu jego popularności.
Wówczas Korpus zaliczany był do rockowej czołówki, obok takich zespołów jak: TSA, Turbo, Kat i Bank, z którymi występował podczas wielu wspólnych tras i koncertów. W 1986 roku odchodzi Wiktor Pietrzykowski, którego miejsce zajął Cezary Bierzniewski. Wówczas to grupa wystąpiła na dwóch dużych imprezach, a były to koncerty: „Z Potrzeby Serca” i „Koncert Czystych Serc” w warszawskiej Hali Gwardii. Niemniej jednak ten rok zwiastuje kolejny rozpad zespołu, który miał miejsce 12 sierpnia 1986 roku.
Do kolejnej reaktywacji doszło we września 1987 roku. Oprócz Stasiaka i Gnatowskiego do zespołu powrócił Paweł Koziej oraz pojawiła się nowa sekcja rytmiczna w postaci basisty Marcina Kurbiela i perkusisty Piotra Bańkowskiego (w tym okresie przez krótki okres współpracował z Korpusem także klawiszowiec). Ten skład przetrwał jednak tylko cztery miesiące.
W marcu 1989 roku formacja po raz kolejny powróciła na scenę w zmienionym składzie w którym pojawili się Stasiak, Gnatowski i Koziej, a także basista Grzegorz Bartela oraz perkusista Dariusz Zdziebłowski – i zagrała serię koncertów w dużych miastach w Polsce. Wśród nich był prestiżowy udział w koncercie „SOS Jacka Kuronia”, gdzie w finale zespół wykonał skomponowany specjalnie na tę okazję utwór pt. Wiara.
We wrześniu 1989 roku Korpus zarejestrował w Izabelin Studio utwory Wiara i Wulkan, które miesiąc później miały swą premierę w Programie II PR oraz w Rozgłośni Harcerskiej. 13 grudnia 1989 roku jako „Korpus '89”, wystąpił w Sali Kongresowej w Warszawie. W czerwcu 1990 roku muzycy postanowili oficjalnie rozwiązać zespół. Częste roszady personalne były przyczyną niestabilności Korpusu. Sytuacja ta wpłynęła bezpośrednio na to, że nigdy wcześniej nie nagrał on płyty.
W grudniu 2013 roku wokalista Janusz „Johan” Stasiak reaktywował zespół w składzie, który oprócz niego tworzą: Marek „Czaszka” Balaszczuk (gitara), Wiktor „Witek” Pietrzykowski (gitara), Włodzimierz „Mariano” Tyl (od jesieni 2015 r.; istrumenty klawiszowe, wokal wspierający), Dariusz Olszewski, którego w grudniu 2014 r. zastąpił Cezary „Dziadek” Łostowski (gitara basowa, wokal wspierający) i Piotr „Mucha” Muszyński (perkusja, instrumenty perkusyjne).
W kwietniu 2014 roku swą premierę miał nowy singiel zespołu pt. Bal Żebraków. nagrany w studiu Winicjusza Chrósta w Sulejówku (Studio Chróst). Piosenka dotarła do 7. miejsca Listy Przebojów „Polisz Czart”, brytyjskiego Radia Verulam, pojawiając się także w krajowych zestawieniach.
Kolejny singiel zespołu, pt. Tajemnice (nakręcono także teledysk), miał swą premierę w kwietniu 2015 roku i znalazł się na listach przebojów w rozgłośniach radiowych o profilu rockowym. W nowej odsłonie i z nowym repertuarem, zespół zaprezentował się w maju 2015 r., ponownie w klubie Progresja w Warszawie, gdzie wystąpił na jednej scenie z grupą Vincent.
W listopadzie tego samego roku ukazał się kolejny singiel, pt. Nafta, który plasował się, tak samo jak jego poprzednik na wyższych pozycjach rockowych list przebojów. We wrześniu 2017 roku ukazał się debiutancki album zespołu, zatytułowany Respekt, który promował singiel pt. Żądło do którego również nakręcono teledysk.